# Dechapol Puavaranukroh
Dechapol Puavaranukroh (20 de mayo de 1997) es un deportista tailandés que compite en bádminton, en la modalidad de dobles mixto. Ganó dos medallas en el Campeonato Mundial de Bádminton, plata en 2019 y oro en 2021.

## Palmarés internacional
| Campeonato Mundial | Campeonato Mundial | Campeonato Mundial | Campeonato Mundial |
| Año                | Lugar              | Medalla            | Prueba             |
| ------------------ | ------------------ | ------------------ | ------------------ |
| 2019               | Basilea (Suiza)    | Medalla de plata   | Dobles mixto       |
| 2021               | Huelva (España)    | Medalla de oro     | Dobles mixto       |